# Tarentaine
Die Tarentaine ist ein Fluss in Frankreich, in der Region Auvergne-Rhône-Alpes. Sie entspringt im Département Puy-de-Dôme, in den Monts Dore an der Südwestflanke des Gipfels Puy Ferrand (1854 m), im Regionalen Naturpark Volcans d’Auvergne. Der Fluss verläuft in südwestlicher Richtung, überquert das Plateau der Artense, bildet auf einer Länge von etwa 20 Kilometern die Grenze zwischen den Départements Puy-de-Dôme und Cantal, überschreitet dann die Grenze und mündet nach insgesamt rund 35 Kilometern unterhalb von Champs-sur-Tarentaine als rechter Nebenfluss in die Rhue.

## Orte am Fluss
- Saint-Donat
- Champs-sur-Tarentaine

## Sehenswürdigkeiten
- Wasserfall Cascade du Gouffre de Pierrôt